# Motore Nissan MR
I motori MR costituiscono una piccola famiglia di motori a scoppio prodotti a partire dal 2005 dall'alleanza tra la Casa automobilistica francese Renault e quella giapponese Nissan.

## Caratteristiche e versioni

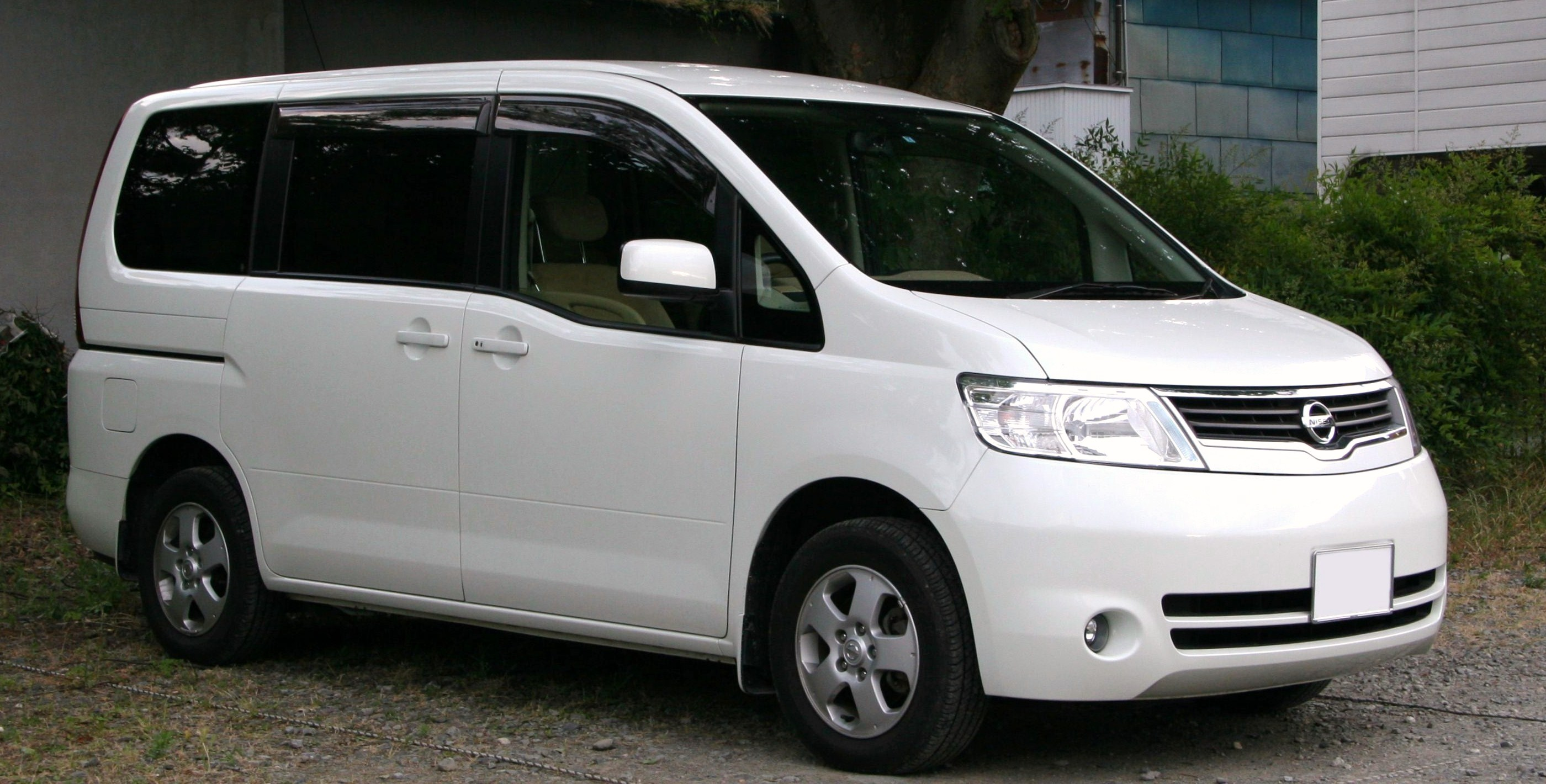
I motori MR hanno esordito su modelli come la Nissan Serena terza serie (non importata in Italia)

Questo motore è stato progettato e realizzato principalmente per la primaria esigenza della Nissan di sostituire alcuni suoi propulsori non più nuovissimi, come per esempio il QR20DE. Proprio per questo motivo il primo propulsore della famiglia è stato un 2 litri a benzina, esattamente come il QR20DE stesso.

Da tale propulsore ne sarebbe poi stato derivato un 1.8 sempre a benzina.

La sigla MR è quella utilizzata dalla Nissan, mentre la Renault ha utilizzato la sigla generica M, oppure M-Type.

Le caratteristiche dei motori MR sono:
- architettura a 4 cilindri in linea;
- basamento e testata in lega di alluminio;
- alesaggio pari a 84 mm;
- distribuzione a doppio albero a camme in testa;
- testata a quattro valvole per cilindro;
- dispositivo di fasatura variabile;
- cinghia della distribuzione di tipo silenzioso;
- albero a gomiti lucidato a specchio su cinque supporti di banco;
- volano bi-massa.

I motori MR sono stati utilizzati anche dal marchio Renault-Samsung, di proprietà della Renault stessa.
Come già accennato, sono due le versioni facenti parte della famiglia di motori MR e le loro caratteristiche sono illustrate di seguito.

### MR20DE o M4R (2 litri)
Queste due sigle stanno a indicare il primo dei motori MR a esordire. La sigla MR20DE è quella utilizzata dalla Nissan, mentre la sigla M4R è stata utilizzata dalla Renault.
Siamo all'inizio del 2005 e sotto il cofano di alcune Nissan non importate in Europa comparve questo nuovo 2 litri in alluminio.
Ferma restando la misura dell'alesaggio di 84 mm, uguale per tutte le versioni dei motori MR, la corsa misura 90.1 mm, per una cilindrata totale di 1997 cm³.
Con un rapporto di compressione di 10:1, questo motore eroga nella sua variante principale una potenza massima di 138 CV a 6000 giri/min, mentre la coppia massima è di 195 Nm a 3750 giri/min.
In tale configurazione questo motore è stato montato su:
- Nissan Serena Mk3 2.0 16v (dal 2005);
- Nissan Lafesta 2.0 16v (dal 2005);
- Renault Samsung New SM5 (dal 2005);
- Renault Clio III 2.0 16v, non importata in Italia (2006-12);
- Renault Laguna III 2.0 16v base, Dynamique e Initiale (2007-09);
- Renault Mègane Mk3 2.0 16v (2008-09);
- Renault Fluence 2.0 16v (dal 09/2010, dal 2016 solo per mercati asiatici e sudamericani);
- Renault Latitude 2.0 16v (2010-15);
- Nissan Qashqai I 2.0 16v (2007-13);
- Nissan X-Trail II 2.0 16v (2008-14);
- Nissan Sentra Mk6 2.0 16v (dal 2007).

Una sottovariante di questo motore è depotenziata fino a 133 CV ed è stata montata sulle Nissan Bluebird Sylphy Mk2 2.0 16v, prodotte per i mercati giapponese, cinese e del Sud-est asiatico a partire dal 2005.
Un'altra sottovariante eroga una potenza massima di 143 CV e viene montata sotto il cofano della Renault Safrane II, in vendita in alcuni mercati mediorientali a partire dal 2008.
Da tale motore è stata derivata anche l'unità MR20DD, caratterizzata dall'alimentazione a iniezione diretta e dalla fasatura variabile sia in aspirazione che in scarico. Tale unità motrice eroga 147 CV a 5600 giri/min di potenza massima e 210 Nm di coppia massima a 4400 giri/min. Viene montato a partire dal 2010 sulla Nissan Serena.

### M4Rt
È esistita una versione sovralimentata del 2 litri M4R. Con un rapporto di compressione pari a 9:1, tale versione eroga una potenza massima di 204 CV a 5000 giri/min, con una coppia massima di 300 N·m a 3000 giri/min. Questo motore trova applicazione su:
- Renault Laguna Mk3 2.0 Turbo GT (2008-09);
- Renault Laguna Mk3 Coupé 2.0 16v Turbo (2008-10).

### Versioni da 1.8 litri

#### MR18DE

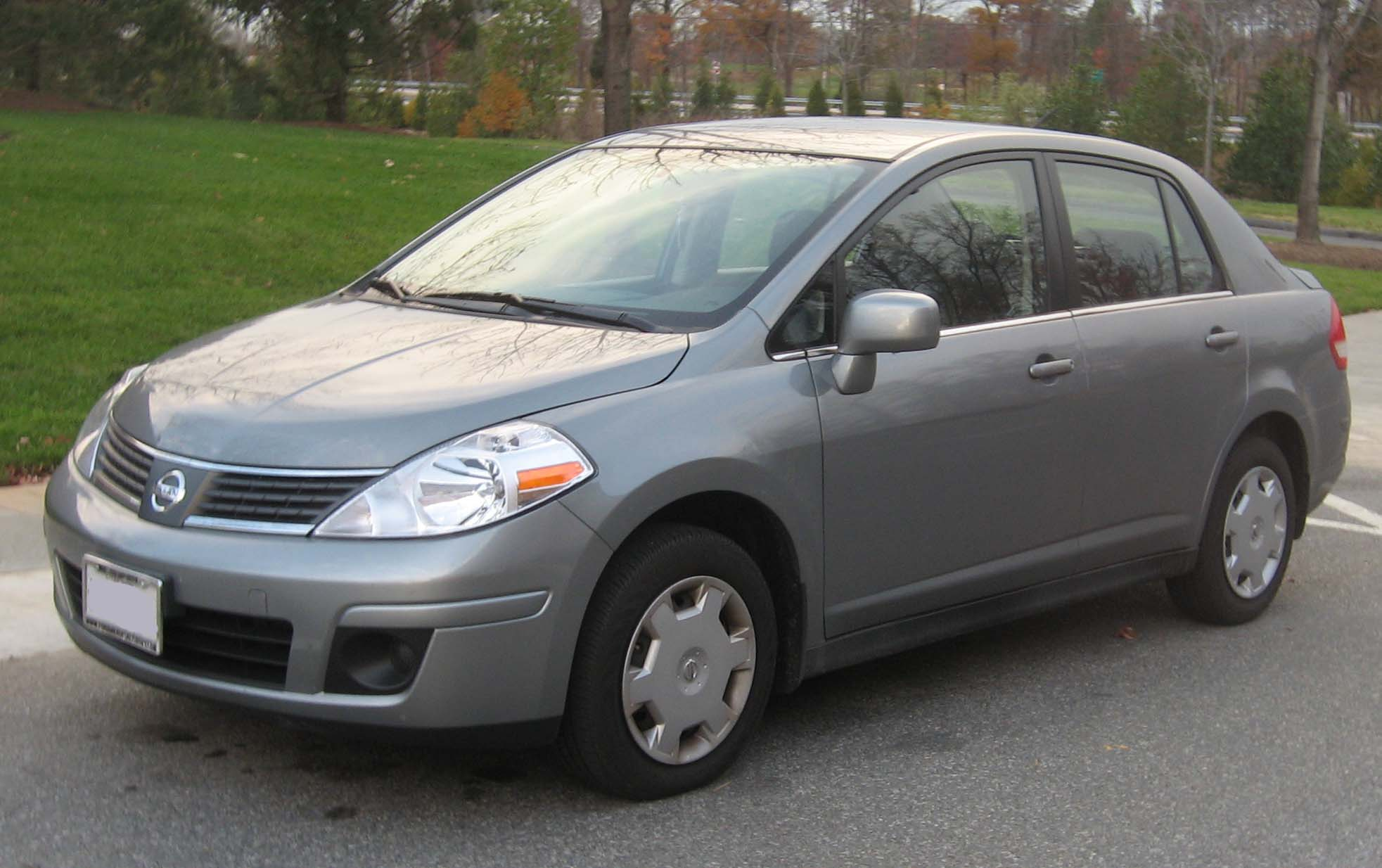
La Nissan Versa, declinazione della Nissan Tiida per il mercato statunitense, monta solo il 1.8 MR18DE

Pochi mesi dopo l'introduzione del 2 litri MR20DE, è avvenuta anche quella del più piccolo MR18DE, che non è altro che una versione a corsa accorciata del 2 litri stesso. Infatti, ferma restando la misura dell'alesaggio, la corsa è stata accorciata di 9 mm, passando così da 90.1 a 81.1 mm, per una cilindrata complessiva di 1798 cm³. 

Si tratta dell'unico motore MR che non è stato montato da una Renault ma utilizzato esclusivamente dalla Nissan.
Caratterizzato da un rapporto di compressione di 9.9:1, questo motore eroga una potenza massima di 122 CV a 5500 giri/min, mentre la coppia massima raggiunge 174 N·m a 4800 giri/min. È stato montato su:
- Nissan Tiida/Versa/Latio 1.8 16v (2004-10);
- Nissan Wingroad 1.8 16v (2005-18);
- Nissan Livina/Geniss 1.8 16v (2006-13).

#### MRA8DE
Si tratta di un'unità motrice diversa dalla precedente, in quanto possiede misure differenti di alesaggio e corsa (79.7x90.1 mm) pur conservando lo stesso valore di cilindrata. Tale motore è caratterizzato dalla doppia fasatura variabile e dai pistoni rivestiti in materiale antiattrito per ridurre drasticamente la dispersione di energia termica. La potenza massima raggiunge 130 CV a 6000 giri/min, mentre la coppia massima arriva a 174 Nm a 3600 giri/min. Le sue applicazioni si limitano alla Nissan Sentra del 2013, commercializzata con tale denominazione in Nordamerica e nel Medio Oriente, ma anche come Nissan Sylphy in altri Paesi dell'Asia e come Nissan Pulsar in Oceania e in Estremo Oriente.

#### M5Pt

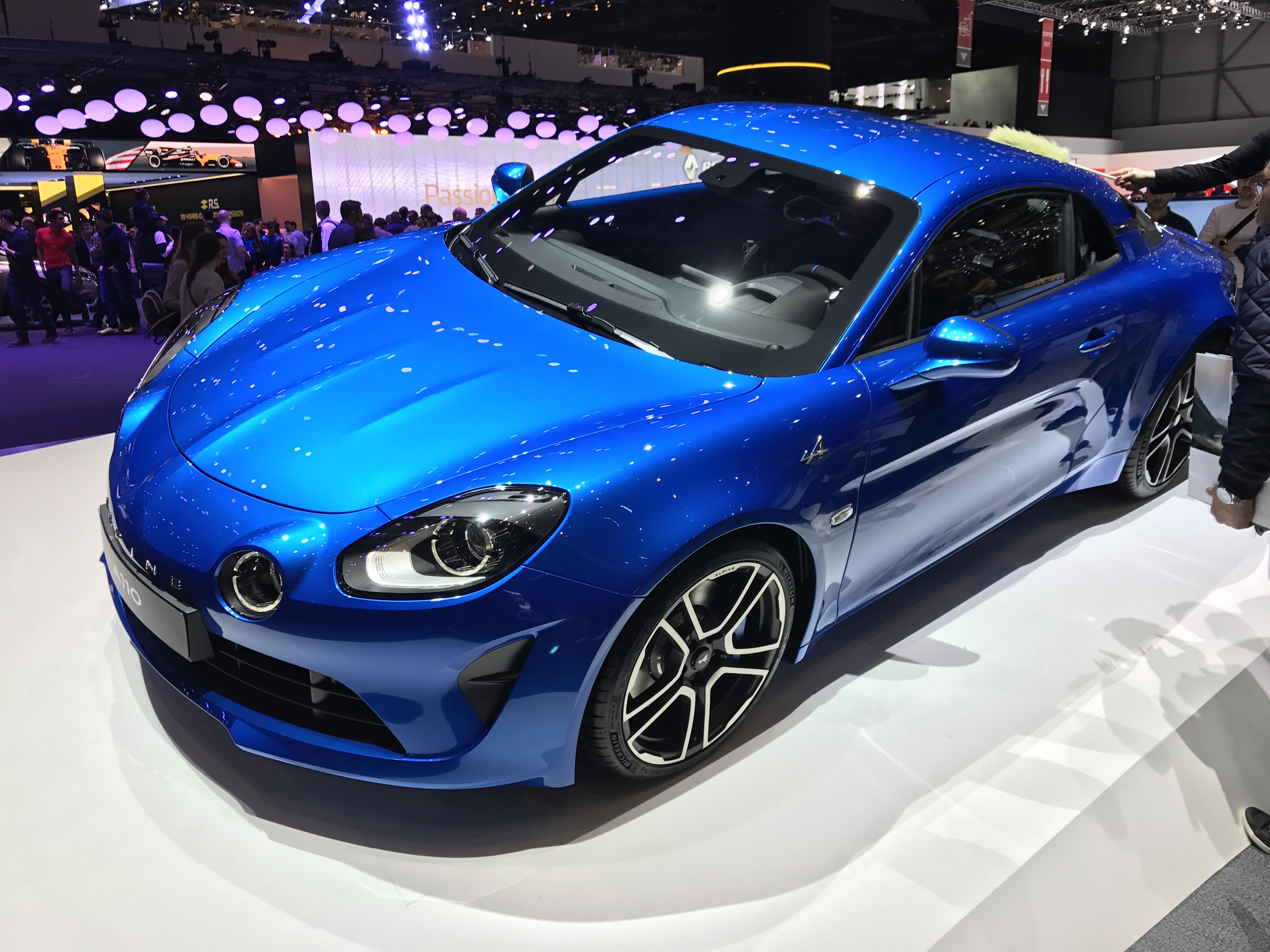
La nuova Alpine A110 monta il motore 1.8 TCe da 252 CV

Basata sull'unità MRA8DE, questa nuova variante del 1.8 MR è stata l'ultima rappresentante dei motori MR a debuttare in ordine cronologico. Essa si distingue dalle altre motorizzazioni 1.8 della stessa famiglia principalmente per la presenza della sovralimentazione, ottenuta mediante turbocompressore. A differenza dei precedenti 1.8, inoltre questo motore è stato progettato e sviluppato per essere utilizzato nei mercati europei, dove le normative antinquinamento diventano di volta in volta sempre più stringenti, e dove un motore sovralimentato progettato in funzione dell'erogazione di coppia motrice consente una decisa riduzione di consumi ed emissioni inquinanti. Di questo motore esistono tre varianti principali:
| Motore M5Pt |                |               |                                         |                    |
| Variante    | Potenza CV/rpm | Coppia Nm/rpm | Applicazioni                            | Anni di produzione |
| 1.          | 225/5600       | 300/1750      | Renault Talisman II 1.8 TCe             | dal 09/2018        |
| 1.          | 225/5600       | 300/1750      | Renault Espace V 1.8 TCe                | dal 08/2017        |
| 2.          | 252/6000       | 320/2000-5000 | Alpine A110                             | dal 03/2017        |
| 3.          | 279/6000       | 390/2400      | Renault Mégane IV 1.8 TCe RS            | dal 01/2018        |
| 4.          | 292/6400       | 320/2000-6300 | Alpine A110 S                           | 06/2019-11/2021    |
| 5.          | 300/6300       | 340/2400-6000 | Alpine A110 S e GT                      | dall'11/2021       |
| 5.          | 300/6000       | 400/3000      | Renault Mégane IV 1.8 TCe RS Trophy     | dal 09/2018        |
| 5.          | 300/6000       | 420/3200      | Renault Mégane IV 1.8 TCe RS Trophy EDC | dal 09/2018        |

### MR16DDT o M5Mt (1.6 litri)

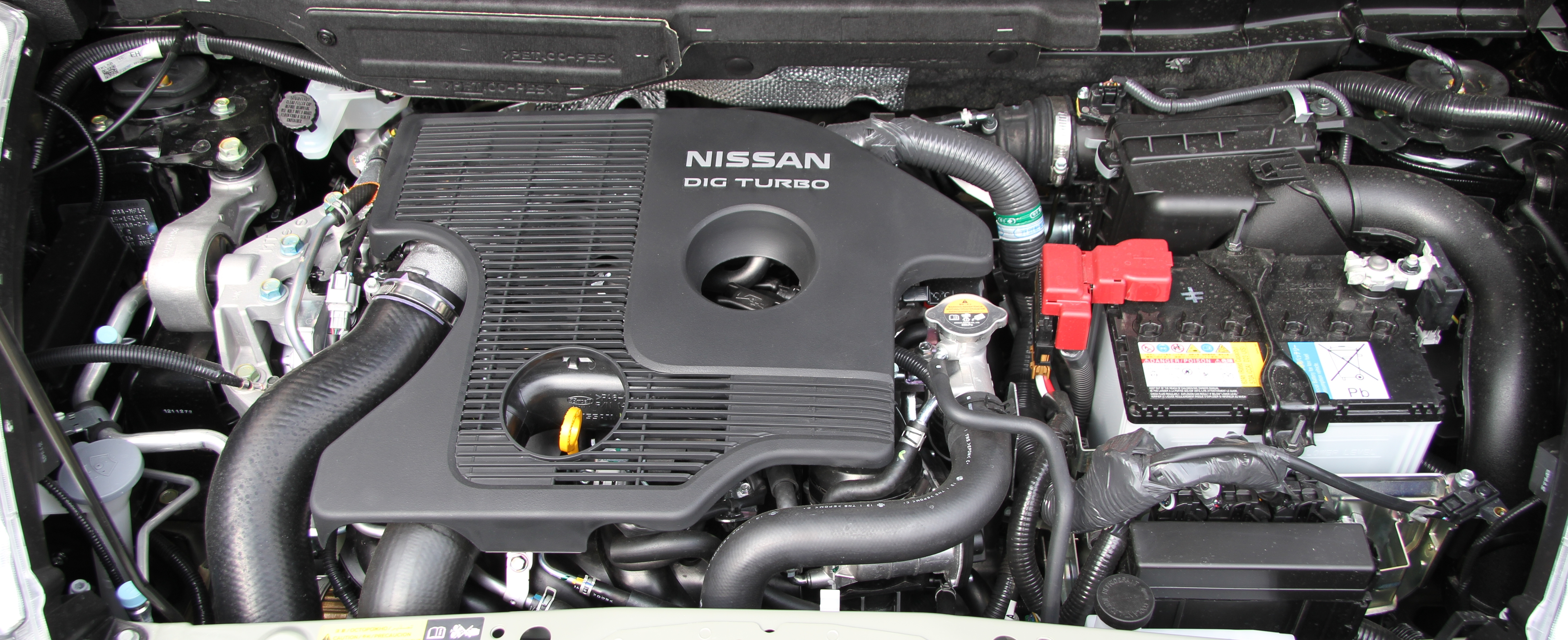
Vista di un motore 1.6 Turbo MR16DDT

Tra le ultime evoluzioni dei motori della famiglia MR va sicuramente annoverata la versione da 1.6 litri, denominata MR16DDT alla Nissan o M5Mt alla Renault e tra l'altro caratterizzata dal fatto di essere sovralimentata mediante turbocompressore corredato di intercooler. Con le sue misure di alesaggio e corsa pari a 79.7x81.1 mm, questo motore ha una cilindrata di 1618 cm³. Tra le altre caratteristiche va ricordata l'alimentazione a iniezione diretta, le valvole al sodio, la doppia fasatura variabile, il rapporto di compressione pari a 9.5:1, i trattamenti antiattrito di numerosi suoi componenti e la generale leggerezza strutturale. Tale motore raggiunge una potenza massima di 190 CV a 5600 giri/min, mentre la coppia massima mantiene tra 2000 e 5600 giri/min il suo picco di 240 Nm. Introdotto per la prima volta nell'autunno del 2010 sotto il cofano della Nissan Juke 1.6 DIG-T, questo motore è stato in seguito esteso alla Nissan Tiida (dal 2013). Da quel momento vi è stato tutto un susseguirsi di numerose varianti di diversi livelli di potenza e coppia.
Una seconda variante di questo motore eroga fino a 200 CV a 6000 giri/min, con picco di coppia pari a 260 Nm a 2500 giri/min. Questo motore ha trovato applicazione sotto il cofano di:
- Nissan Pulsar 1.6 DIG-T (07/2015-06/2018);
- Nissan Juke 1.6 DIG-T (03/2013-05/2014), con coppia di 250 Nm tra 2400 e 4800 giri/min;
- Renault Clio IV RS (05/2013-09/2018), con coppia di 240 Nm a 1750 giri/min;
- Renault Talisman 1.6 TCe Intens/Initiale Paris (01/2016-08/2018);
- Renault Espace V 1.6 TCe (02/2015-07/2017).

Nella variante da 205 CV a 6000 giri/min, questo motore raggiunge anche una coppia massima di 280 Nm a 2400 giri/min, ed è stato montato nella Renault Mégane IV 1.6 TCe GT (01/2016-09/2018).
Per quanto riguarda la Nissan Juke 1.6 DIG-T Nismo (01/2015-08/2019), viene montata una nuova variante del motore MR con potenza salita a 218 CV (214 CV per la versione a quattro ruote motrici). In tale versione, nota come Juke Nismo RS, il motore eroga una coppia massima salita da 250 a 280 Nm. Lo stesso motore, con potenza di 220 CV, viene montato invece sotto il cofano della Renault Clio IV RS220 EDC Trophy (06/2015-07/2016) e della Renault Clio IV RS Trophy (07/2016-09/2018).
Un'ulteriore variante, pensata stavolta per le competizioni, è stata montata sulla Nissan Deltawing del 2012. In tale configurazione, questo motore raggiunge una potenza massima di ben 300 CV a 7400 giri/min.
Esistono infine due varianti depotenziate del 1.6 MR, sempre sovralimentate, ma in due livelli di potenza ridotta a 150 CV a 5200 giri/min e a 163 CV a 5600 giri/min. La coppia massima pari a 220 Nm nella versione meno potente, coppia disponibile già da 1750 giri/min. Nella variante da 163 CV invece, la coppia massima sale a 240 Nm disponibili fra i 2000 e i 4000 giri/min. La variante da 150 CV viene montata sotto il cofano della Renault Talisman II 1.6 TCe Zen (01/2016-08/2018), mentre quella da 163 CV trova applicazione sotto il cofano di:
- Renault Kadjar 1.6 TCe (11/2016-08/2018);
- Nissan Qashqai DIG-T 163 (01/2015-08/2018);
- Nissan X-Trail III 1.6 DIG-T (07/2014-08/2018).

### Varianti turbodiesel
Strettamente imparentati con i motori MR sono anche delle varianti a gasolio, prodotte anch'esse in collaborazione con Renault, e che presso la Casa francese prendono le sigle di M9R e M9T.